# Колишній сантехнік
Колишній сантехнік (англ. Ex-Plumber) — американська короткометражна кінокомедія Роско Арбакла 1931 року.

## У ролях
- Ллойд Хемілтон — Елмер Свіфт, слюсар-сантехнік
- Едді МакПайл — Адді
- Стенлі Блістоун — чоловік Адді
- Мітчелл Льюїс — російський князь
- Ембер Норман
- Поллі Крісті